# Torre de Oto
Se encuentra situada en la localidad pirenaica aragonesa de Oto, perteneciente al municipio de Broto (en el valle del Ara), Sobrarbe, provincia de Huesca, Aragón, España.
Oto dista 1 kilómetro de Broto, 42 de Aínsa y 13 del Parque Nacional de Ordesa y Monte Perdido.
La torre se encuentra dentro del propio núcleo urbano de Oto.
Está declarada Bien de Interés Cultural (BIC) del Patrimonio Cultural aragonés.

## Historia
Torre de finales del siglo XV o comienzos del XVI, usada como cárcel durante siglos posteriores. A pesar de que la mayor parte de las torres de este tipo en Sobrarbe se datan en el siglo XVI, los testimonios de Zurita referentes a un ataque francés al valle (que inducen a pensar que la torre ya existía en 1512) y las peculiaridades de sus vanos, nos hablan de una construcción anterior.
A finales del siglo XVIII fue integrada en la (Casa Don Jorge).

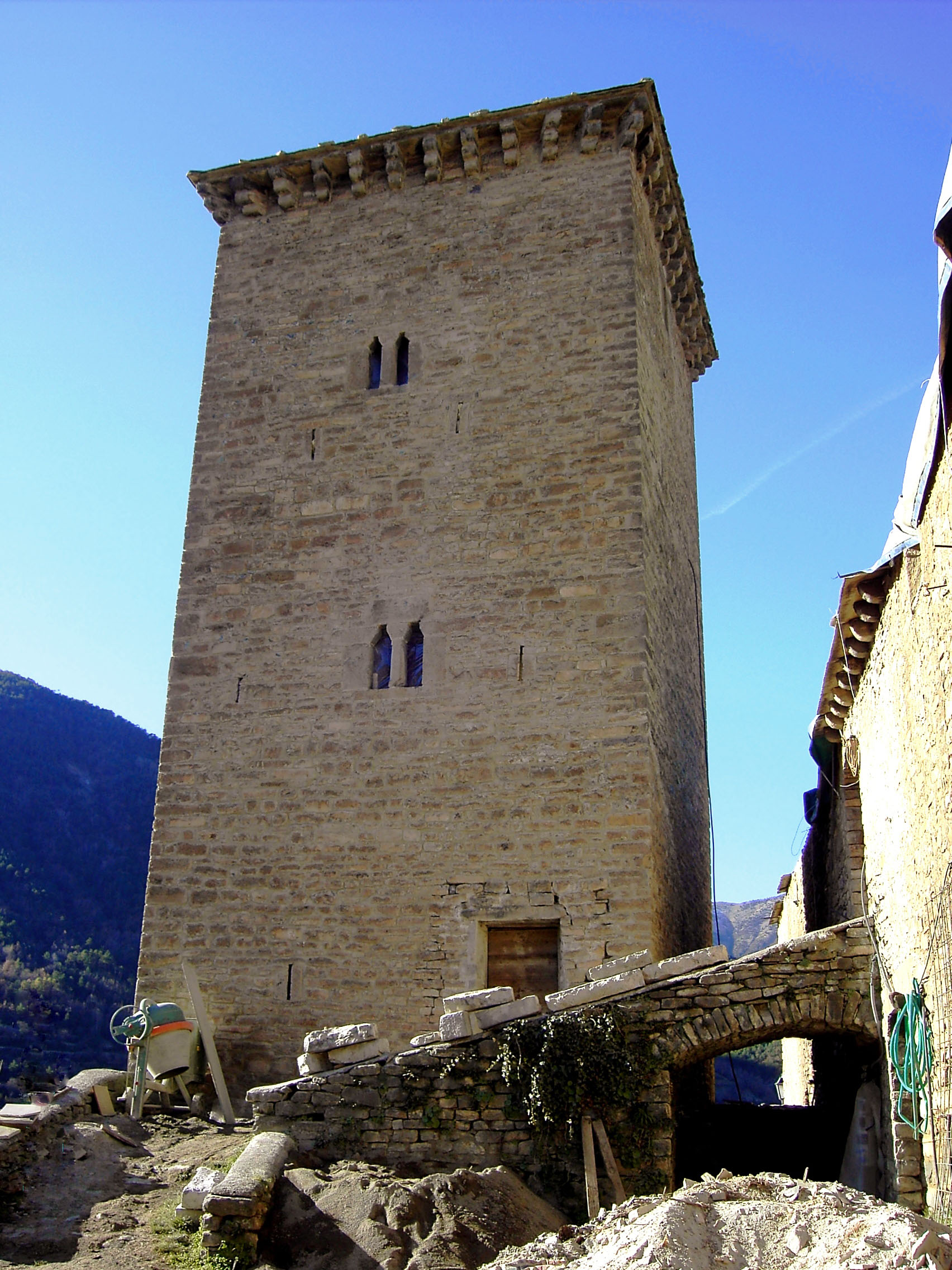
017.Oto - Torre defensiva (bis)

## Descripción

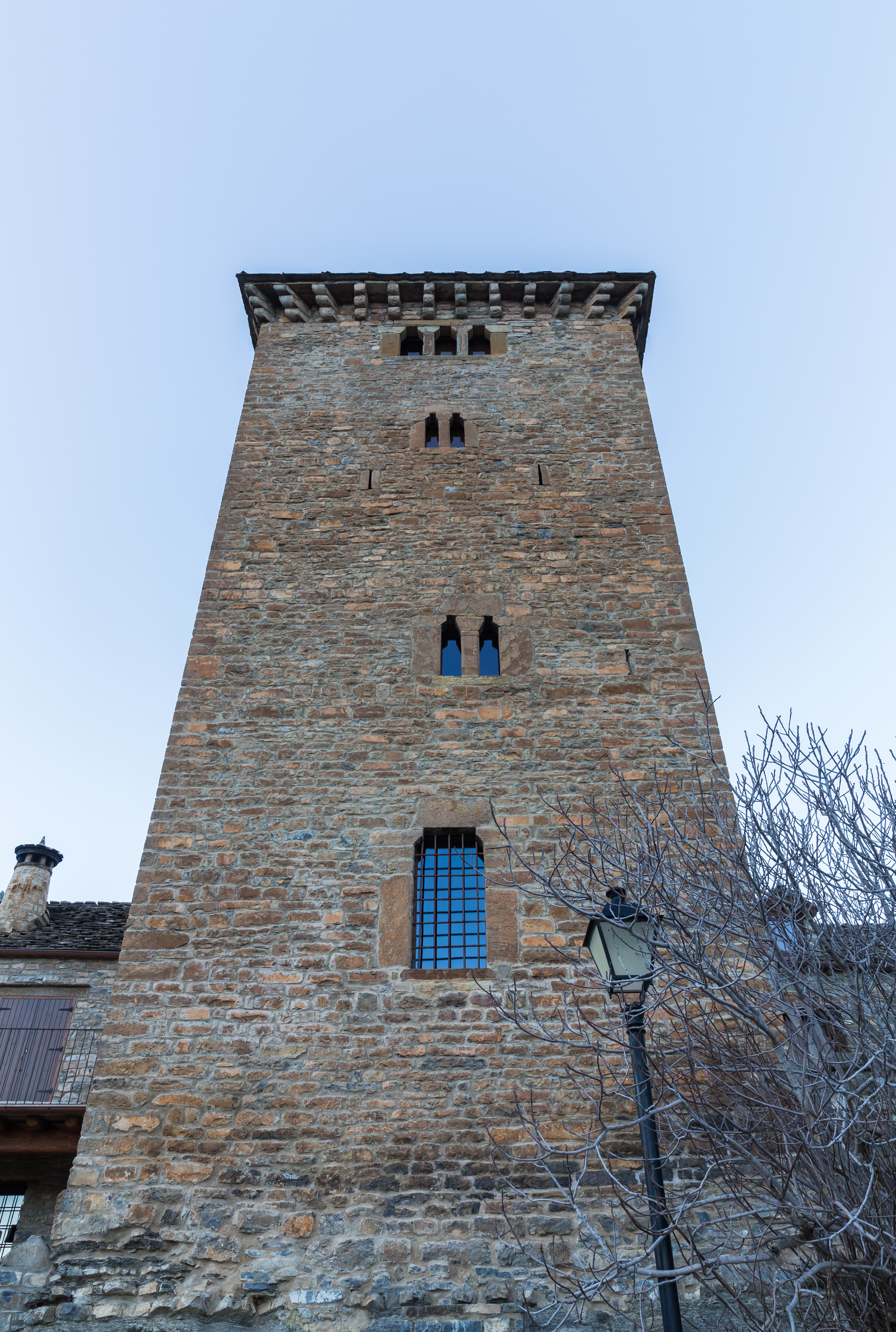
Torre de Oto, Oto, Huesca, España, 2015-01-07, DD 02

Torre de planta cuadrada, con cuatro pisos comunicados por una escalera de madera, construida en mampostería con sillares en las esquinas y cubierta de losa a cuatro aguas.
En el muro sur se abre la puerta original en alto sobre el desnivel del resalte rocoso sobre el que se cimenta la torre. La puerta actual, sin embargo, se ubica en el muro norte y fue abierta en el siglo XVIII cuando se construyó la borda.
Las plantas primera y segunda muestran distribución de vanos idéntica, siendo además estos similares en sus características arquitectónicas. 
La planta superior presenta un solo vano, adintelado y con una repisa a la altura del alféizar, que pudiera haber formado parte de un matacán. Un modillón compuesto por tres piezas talladas sostiene el alero.